# Telejokk
Telejokk är en å i Lappland. Utloppet från Tiellejaur cirka 10 kilometer nordost om Varjisträsk. Ån kallas allmänt för Telebäcken och kan på kartan vara utmärkt med Tiellejåkkå. Telejokk rinner ihop med Sikån strax nedanför Norden (se Burmavägen) efter passagen under E45.